# Kaabong
Kaabong – miasto w północno-wschodniej Ugandzie, nad rzeką Dopeth. Jest głównym ośrodkiem miejskim, administracyjnym i handlowym dystryktu Kaabong.